# كاديلاك ليريك
كاديلاك ليريك هي سيارة كهربائية كروس أوفر من إنتاج شركة كاديلاك الأمريكية.